# Tubo de vórtice

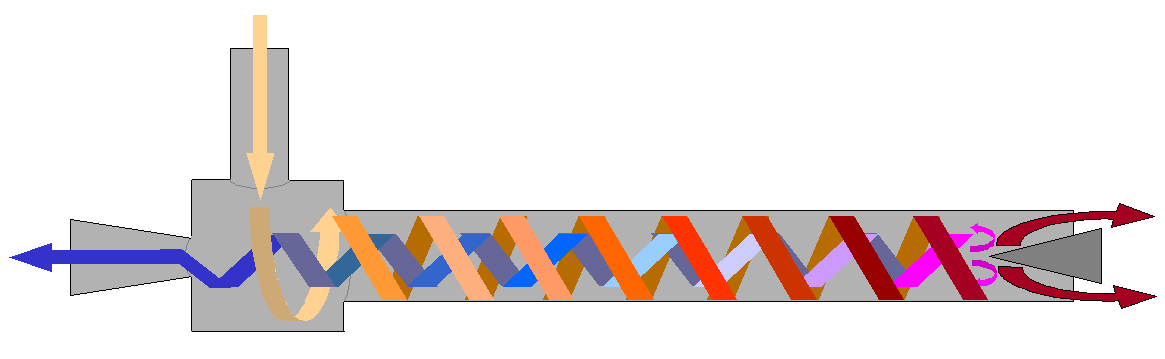
Separação de um gás comprimido em um fluxo quente e outro frio

O “tubo de vórtice”, também conhecido como “tubo de vórtice de Ranque-Hilsch”, é um dispositivo mecânico sem partes móveis que separa um gás comprimido em um fluxo quente e outro frio. O fluxo frio, em particular, atrai a atenção de pesquisadores, pois pode atingir temperaturas dezenas de graus abaixo daquela do gás que entra no tubo.

O gás pressurizado é injetado tangencialmente em uma câmera de giro e é acelerado até uma rotação muito alta. Devido a um fechamento cônico regulável no final do tubo, somente a camada mais externa de ar comprimido consegue escapar naquela extremidade. O restante do gás é forçado a retornar em um vórtice interno, de menor diâmetro. Este vórtice interno é composto de gás mais frio do que aquele que entra no tubo, e escapa por um orifício próximo ao ponto de entrada do ar comprimido.
Existem diferentes explicações para este efeito e ainda subsiste o debate sobre qual é a mais correta.

Existe concordância quanto ao fato de que o gás dentro do tubo sofre, em sua maior parte, uma “rotação de corpo sólido”, o que simplesmente quer dizer que a velocidade angular do gás do vórtice interno é a mesma do vórtice externo. Isto não é o comportamento considerado usual em vórtices – onde o fluido interno gira mais rápido que o fluido externo. A rotação aproximadamente "de corpo sólido" do fluido se deve provavelmente ao longo tempo em que cada parte permanece no vórtice, permitindo que a fricção entre as camadas externas e internas tenha um efeito considerável.

Também é geralmente aceito que existe um pequeno efeito do ar quente tentar “subir” para o centro, mas este efeito é desprezível se a turbulência for mantida mínima.

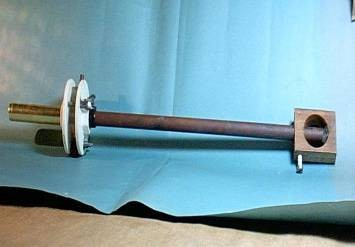
Tubo de vórtice feito com materiais de construção comuns

Uma possível explicação é que, para os dois vórtices terem a mesma velocidade angular e direção, o vórtex interno tem que perder momento angular.  A perda de momento angular do vórtice interno é transferida como energia cinética para o vórtice externo, resultando em fluxos quente e frios separados.
Os tubos de Ranque-Hilsch, quando usados para refrigeração, podem se beneficiar de uma dissipação rápida do calor gerado pela camada quente (vórtice externo). A refrigeração do tubo traz queda substancial no diferencial de temperatura obtido. Também podem ser ligados em cascata, ou seja, a saída de um tubo utilizada para pré-refrigerar (ou pré-aquecer) o gás que entra no tubo seguinte. Utilizando tubos em cascata, pode se produzir temperaturas criogênicas.

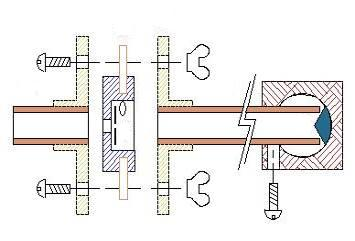
Corte transversal do tubo mostrado acima

## História
O tubo de vórtex foi inventado em 1933 pelo físico francês Georges J. Ranque. O físico alemão Rudolf Hilsch melhorou o projeto e publicou em 1947 um trabalho que atingiu um público maior. Chamou o dispositivo de “Wirbelrohr” (tubo de vórtice).

## Eficiência
Os tubos de vórtice tem uma eficiência inferior aos equipamentos tradicionais de ar condicionado. Eles são normalmente utilizados como forma barata de resfriamento pontual, quando existe disponibilidade de ar comprimido. Os modelos comerciais existentes são projetados para aplicações industriais onde produzem uma queda de temperatura de cerca de 45 °C.

## Propostas de aplicações

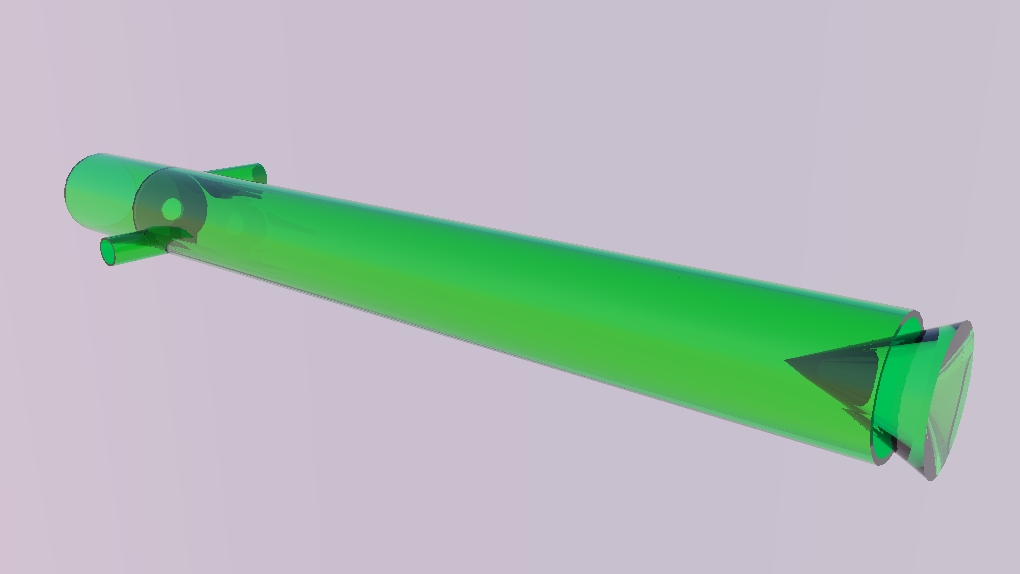
Concepção artística de um tubo de vórtice feito de material transparente.

Dave Williams dos Engenheiros sem Fronteiras propôs o uso de tubos de vórtice para fazer gelo em países do terceiro mundo. Apesar da ineficiência, Williams expressou a esperança de que os tubos de vórtice possam gerar resultados úteis em áreas onde não há eletricidade.
Também existem aplicações industriais que usam o tubo de vórtice para aproveitar a energia de diferenças de pressão ou de gases previamente pressurizados. 